# コメット・インターセプター
コメット・インターセプター (Comet Interceptor) は、欧州宇宙機関 (ESA) 主導で進められている彗星探査ミッション、および2029年にESAのアリアン6で打ち上げ予定の探査機の名称。あらかじめ太陽-地球間のラグランジュ点2 (L2) に3つの探査機を待機させておき、初めて太陽の近くを通過する長周期彗星、またはオウムアムアのように太陽系外から太陽に接近する天体が到達可能な軌道と速度で飛来した際にフライバイ探査するという計画である。
主任研究者は、イギリスのマラード宇宙科学研究所のGeraint Jones。宇宙機の費用は、科学機器と打ち上げサービスを除いて最大1億5000万ユーロと設定されている。

## 概要

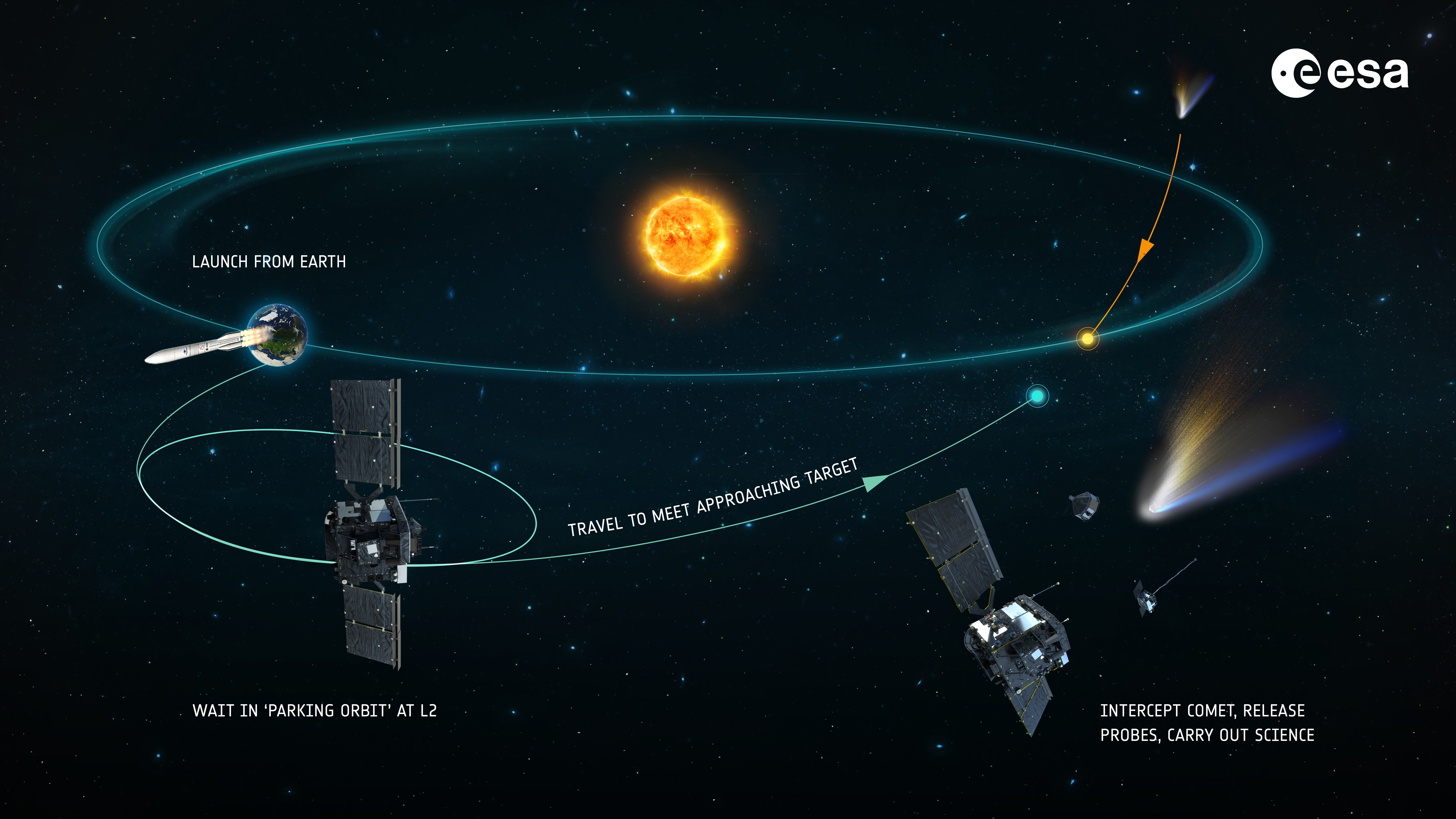
飛行計画の概念図

このミッションの主な科学的目標は、「生まれたばかりの彗星の表面組成、形状、構造、コマの組成などの特徴を明らかにすること」とされている。長周期彗星は、太陽系が形成された当時の始原的な特徴を留めている可能性が高いと考えられており、太陽系形成の謎を明らかにすることが期待されている
長周期彗星は軌道が大きく偏心しており、周期も200年以上と長いため、通常発見されるのは内惑星を通過して外惑星の彼方へと戻っていく数ヶ月前であり、ミッションを計画して打ち上げるには時間が足りない。そこで、ESAは、コメット・インターセプターを太陽-地球間のL2を中心としたハロー軌道上に「駐機」させておき、接近フライバイ観測が可能な彗星の発見を待つこととした。コメット・インターセプターミッションは、まだ未知のターゲットに遭遇し、約5年のミッション期間の中で、適切な速度変化（デルタV）で到達できるターゲットを2年から3年待ち受ける、というユニークなミッションである。基本構想では太陽電気推進を使用する予定。
フライバイ観測に適当な彗星を発見するには、パンスターズやATLAS、NSFヴェラ・C・ルービン天文台などによる地上からの観測が必要である。また、速度や方向が許せば、太陽系を通過する恒星間天体を迎撃する可能性もある。もし観測に適当な長周期彗星の発見がミッション期間に間に合わない場合には、予備の短周期彗星（基本構想では73P/シュヴァスマン・ヴァハマン）を探査することも可能である。
コメット・インターセプターは、ESAのコズミックビジョンプログラムのFクラス（ファストクラス）ミッションの最初のものとして開発されている。このミッションは、ESAと日本の宇宙航空研究開発機構 (JAXA) を含むコンソーシアムによって計画・開発されている。同じくL2に向かうESAの赤外線宇宙望遠鏡ARIELと相乗りで打ち上げられる予定。

## 探査機

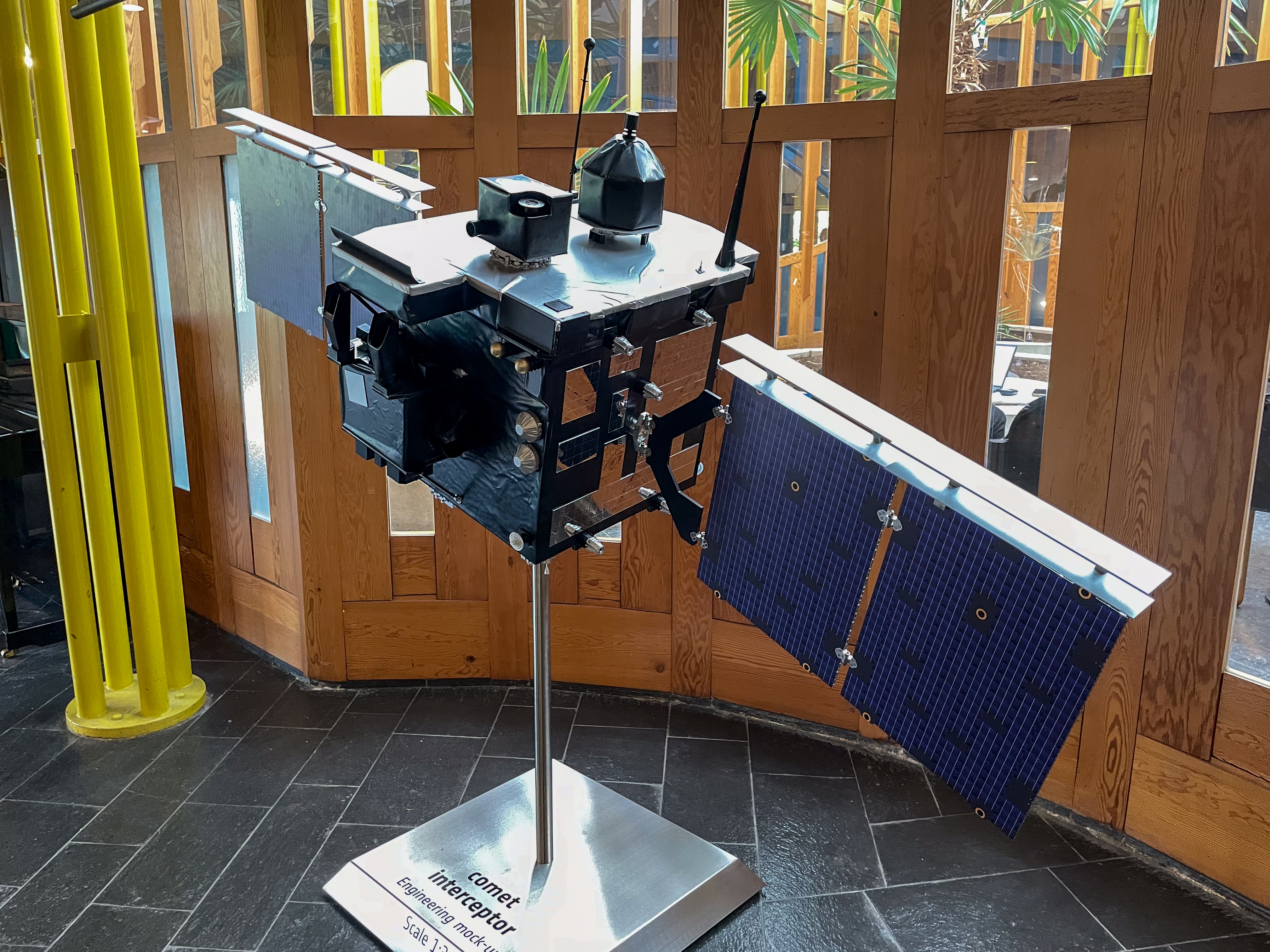
1/3スケールモックアップ

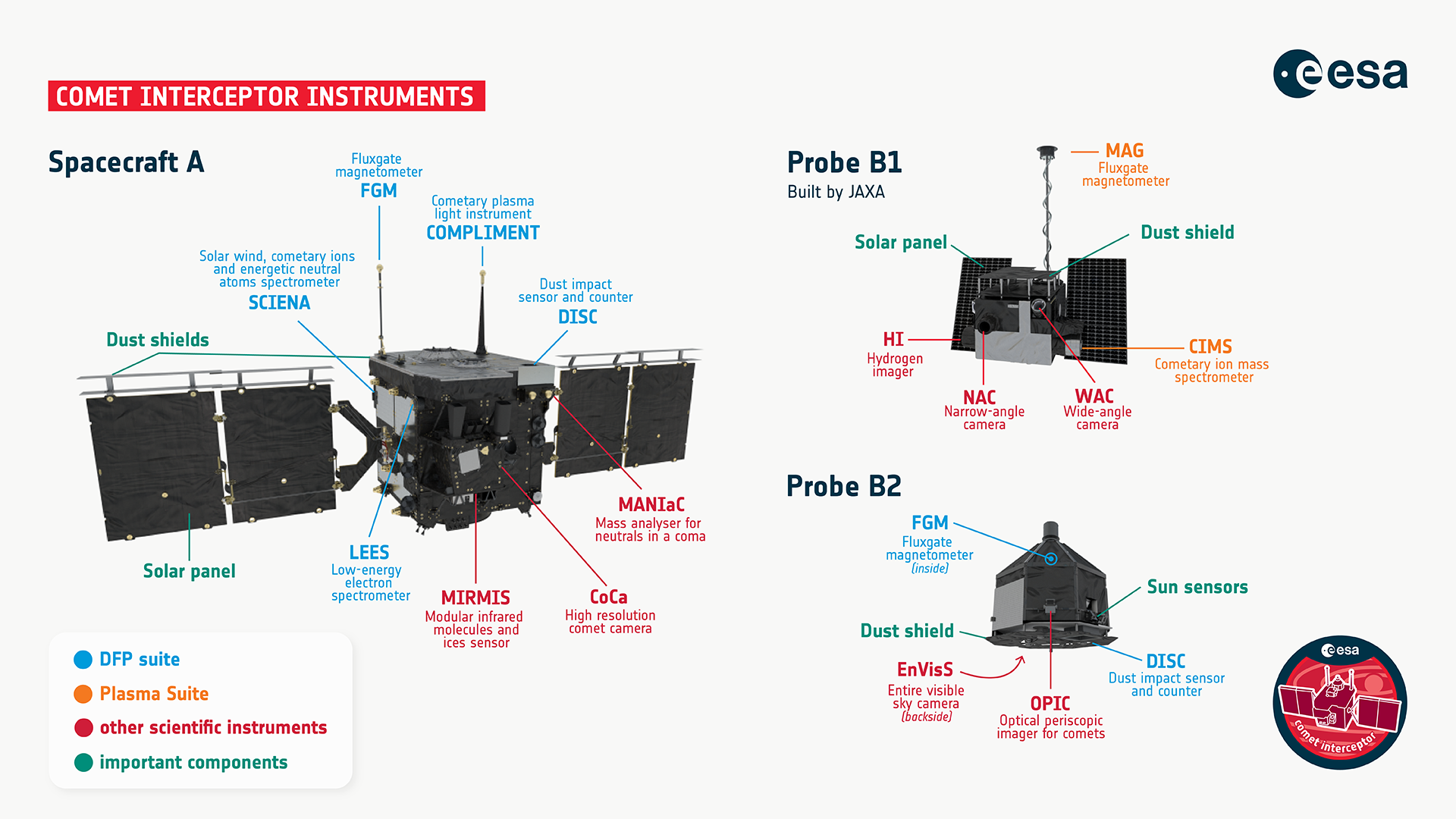
機体構成と搭載機器

彗星フライバイの数週間前に、主探査機A は補完的な観測装置を搭載した2つの小型探査機B1とB2を展開し、彗星に近づいてコマの物質を採取する。3つの探査機はそれぞれ、ガスの組成、ダストフラックス、密度、磁場、プラズマと太陽風の相互作用由来の物質をサンプリングし、彗星周辺の3Dプロファイルを構築する。
| 宇宙機 | 機関 | 観測機器 |
| ------ | ---- | --- |
| A      | ESA  | CoCa: Comet Camera MANIaC: Mass Analyzer for Neutrals and Ions at Comets MIRMIS: Multispectral InfraRed Molecular and Ices Sensor DFP: Dust, Fields and Plasma |
| B1     | JAXA | HI: Hydrogen imager PS: Plasma Suite WAC: wide angle camera |
| B2     | ESA  | OPIC: Optical Imager for Comets EnVisS: Entire Visible Sky coma mapper DFP: Dust, Fields and Plasma - A機のDFPの補機                                           |